# Narodni muzej Angkor
Narodni muzej Angkor je arheološki muzej, posvečen zbiranju, ohranjanju in predstavitvi angkorskih artefaktov ter zagotavljanju informacij in izobraževanja o umetnosti in kulturi kmerske civilizacije, z zbirkami, ki večinoma izvirajo iz obdobja Kmerskega imperija Angkor od približno 9. do 14. stoletja. Večina artefaktov je bila odkritih v bližnjih arheoloških najdiščih Angkor in okoli njih. Muzej je v Siem Reapu v Kambodži, na poti med središčem Siem Reapa in severno cesto, ki vodi do starodavnega mesta Angkor.
Narodni muzej Angkor, odprt 12. novembra 2007, pokriva zlato dobo Kmerskega imperija z uporabo avdiovizualne multimedijske tehnologije. Muzej pokriva kmersko zgodovino, civilizacijo in kulturno dediščino v osmih galerijah.  V muzeju je strogo prepovedano fotografiranje.
Muzej je v lasti in upravljanju Thai Vilailuck International Holdings s sedežem v Bangkoku. Trenutno prikazuje arheološke predmete, izposojene iz Kamboškega narodnega muzeja v Phnom Penhu. Drug vir artefaktov je Conservation d'Angkor, skladišče približno 6000 kosov, ki ga je leta 1908 ustvarila École française d'Extrême-Orient in je trenutno v rokah kamboškega ministrstva za kulturo.

## Galerije
Razstave v tem muzeju so razporejene v tekoči eni smeri skozi tematske galerije. Na vhodu so na voljo avdiovodniki v kmerskem, angleškem, francoskem, nemškem, japonskem, kitajskem, korejskem in tajskem jeziku. Galerije so:
Dvorana za informiranje: Pred vstopom v galerije so obiskovalci vabljeni, da se usedejo v gledališče z 80 sedeži za orientacijo, kjer predstavijo muzejske zbirke, galerije in njihovo ponudbo. Oddaje so na sporedu vsakih 15 minut in so na voljo v 7 jezikih; kmerski, korejski, japonski, kitajski, angleški, francoski in tajski.
1. Galerija 1000 Bud: galerija prikazuje duhovni vpliv budizma na kamboško ljudstvo, od starodavne kmerske civilizacije do sodobne Kambodže. Galerija vsebuje zbirke kipov in relikvij Bude.
2. Galerija A: Kmerska civilizacija: galerija pojasnjuje, kako je bil ustanovljen Kmerski imperij, spozna se, kaj je starodavne Kmere gnalo k ustvarjanju ogromnih stavb, njihovo vero v velike kralje in zgodovino dežele.
3. Galerija B: Vera in prepričanja: razlaga o veri in prepričanjih kmerske civilizacije, vključno z literarnimi deli, kipi, arhitekturo in vsakdanjim življenjem.
4. Galerija C: Veliki kmerski kralji: galerija prikazuje zgodovino slavnih kmerskih kraljev, kot je kralj Džajavarman II., kralj, ki je okoli leta 802–850 združil obe kraljestvi Chenla. Kralj Jasovarman I., ki je ustanovil Angkor kot glavno mesto med letoma 889 in 900. Kralj Surjavarman II., ki je zgradil Angkor Vat okoli 1116–1145. In kralj Džajavarman VII., ki je zgradil Angkor Thom okoli 1181–1201.
5. Galerija D: Angkor Vat: Galerija prikazuje zgodovino, duhovni koncept in arhitekturno tehniko gradnje velike zgradbe Angkor Vata. Pojasnjuje tudi pojav enakonočja v Angkor Vatu.
6. Galerija E: Angkor Thom: Razstava v tej galeriji prikazuje gradnjo in širjenje Angkor Thoma. Spremembe v verskih prepričanjih, tudi o starodavnih inženirskih načrtih za javne službe, kot so ceste in obsežni namakalni projekti za podporo mestnemu prebivalstvu.
7. Galerija F: Zgodba iz kamna: galerija prikazuje kamnite napise, najdene po Angkorju, ki beležijo pomembne zgodovinske dogodke.
8. Galerija G: starodavni kostumi: galerija prikazuje starodavna kmerska oblačila, nakit in dodatke, ki jih ponazarjajo kipi bogov, boginj in nebesnih plesalk apsara.

## Kritike
Ime muzeja in njegovo lastništvo sta sprožila polemike in kritike; da je v tuji lasti tajskega podjetja in da ga zanima predvsem ustvarjanje dobička namesto pristne kulturne ustanove, zato ga težko imenujemo narodni, še posebej, če ima Kambodža že svoj narodni muzej v Phnom Penhu. Druga kritika je, da večina podob Bude v galeriji 1000 Bud oblikovno aludira na poznejšo dobo Ajutaja na Tajskem in nima nobene estetske povezave z Angkorjem. Zasnova muzeja je bila tudi kritizirana, češ da se oblikuje kot »kulturno nakupovalno središče«. 